# Guerre du papier
 (septembre 2022).
La « guerre du papier » est le nom donné au contentieux opposant l'Argentine et l'Uruguay concernant la construction de deux grandes usines de production de papier sur les rives du Rio Uruguay, du côté uruguayen de la frontière entre les deux pays. Des associations argentines s'opposent à la construction de ces usines qu'elles jugent polluantes.
Entre 2005 et 2007, les routes reliant les deux pays ont été bloquées à plusieurs reprises et des arbitrages internationaux ont été sollicités, donnant une dimension géopolitique au conflit. Aucun compromis n'a cependant été adopté en dépit d'une baisse palpable de la tension début 2008, après la fin de la construction de l'une des deux usines et l'abandon de la seconde. L'Argentine possède quant à elle une vingtaine d'usines de papier. Le Mercosur, qui ne parvient pas à gérer la situation, est fragilisé par ce conflit.
Le conflit se termine avec la signature le 30 août 2010 à Montevidéo, d'un accord pour former un Comité Scientifique au sein de la Commission d'Administration du fleuve Uruguay.
En octobre 2013, une assemblée citoyenne composée d'argentins se mobilise et le gouvernement argentin proteste auprès de l'Uruguay après la décision du président Uruguyen d'autoriser l'usine, d'une multinationale finlandaise, basée à Fray Bentos à augmenter sa production de cellulose.

Vue globale de la région (cadre rouge) sur la carte d'Amérique du Sud.

## Contexte

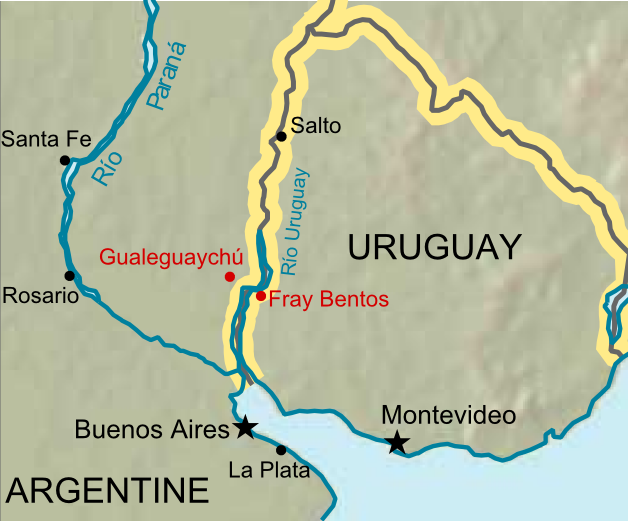
La région du conflit. En rouge, les deux villes frontalières particulièrement impliquées.

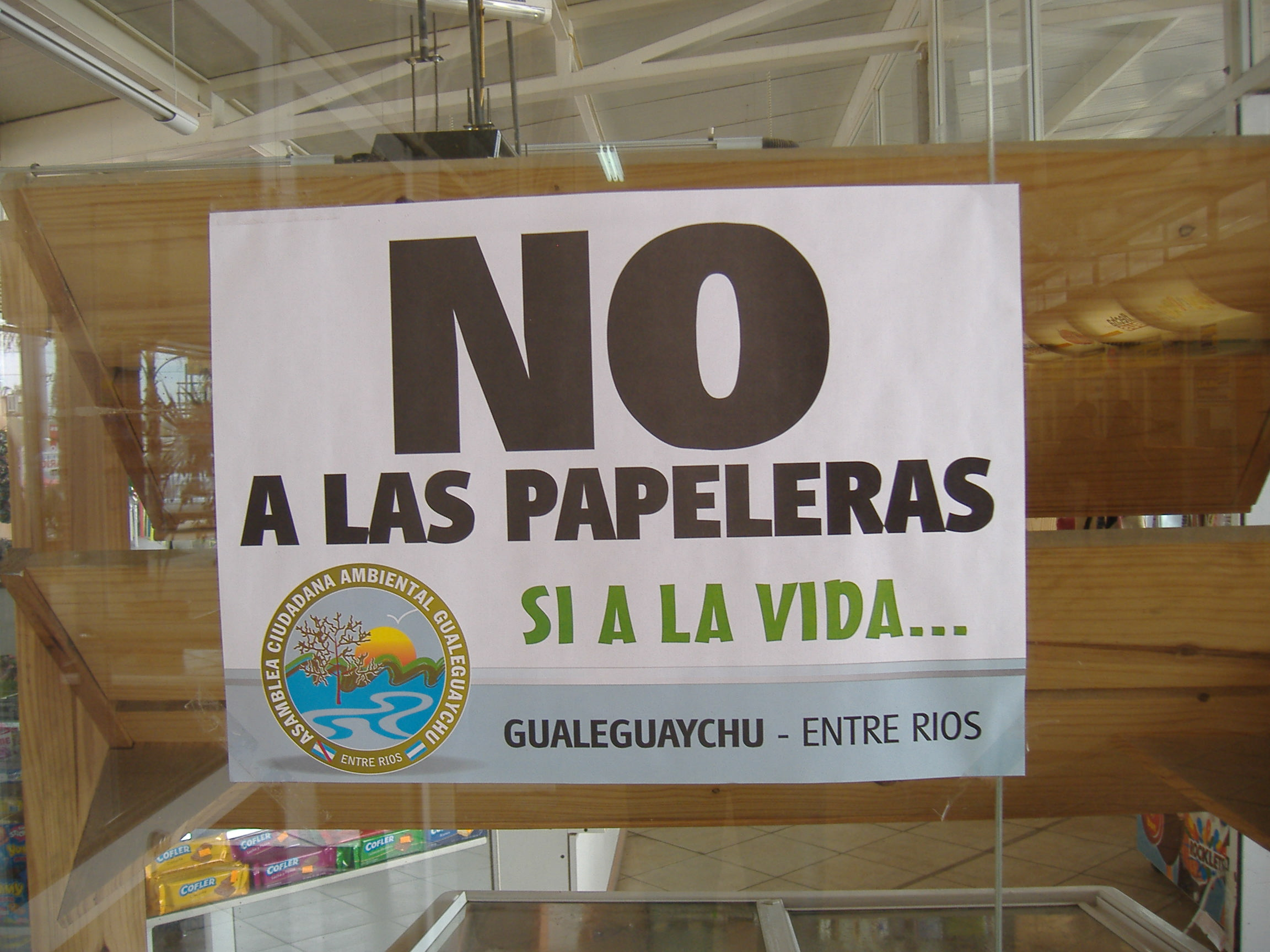
Une affiche contre les usines de papier, dans une boutique de Gualeguaychú (Non aux papeteries, oui à la vie).

Après vingt ans de développement de l'industrie forestière en Uruguay, et la signature d'un accord bilatéral de protection des investissements (2002) entre la Finlande et l'Uruguay par le gouvernement Batlle, l'entreprise espagnole ENCE reçoit en octobre 2003 la permission du gouvernement uruguayen de construire une usine de cellulose à Fray Bentos, sur le Rio Uruguay qui marque la frontière entre l'Uruguay et l'Argentine. L'usine prévoit d'utiliser le procédé de blanchiment du papier « ECF » (Elementary chlorine free), qui utilise du dioxyde de chlore en combinaison avec du peroxyde d'hydrogène (eau oxygénée). Inquiétés par l'implantation de ce type d'industrie jugée polluante, des groupes écologistes de Fray Bentos tentent d'alerter l'opinion sans succès. Ils se tournent alors vers les habitants de la ville voisine de Gualeguaychú, située à environ 35 kilomètres de Fray Bentos de l'autre côté du fleuve, en Argentine, où ils reçoivent un écho plus favorable.
Les premières manifestations ont lieu en 2003 à Gualeguaychú mais ne provoquent pas de véritable impact médiatique. En octobre 2004, lorsque débute la construction de l'usine d'ENCE, les manifestants de Gualeguaychú se rassemblent dans un groupe de pression qu'ils appellent l'Assemblée environnementale de Gualeguaychú et organisent le blocus, premier d'une longue série, du pont Libertador General San Martín et de la route 136. Cet axe routier international est très emprunté, prolongeant la route qui part du Chili et traverse le cône sud-américain jusqu'à l'océan Atlantique. C'est aussi par ce pont General San Martín que passe la voie terrestre la plus courte permettant de relier Buenos Aires à Montevideo.
Par la suite, l'entreprise finlandaise Botnia annonce son intention de construire une autre usine dans la même région, à 7 km de la première. Elle en reçoit l'autorisation en février 2005. Cet investissement de Botnia en Uruguay, qui devrait se monter à 1,1 milliard de dollars, représenterait le plus grand investissement privé de l'histoire de l'Uruguay. Cependant le gouvernement Batlle accorde à Botnia (comme à ENCE) plusieurs exonérations d'impôts, relativisant ainsi les revenus directs engendrés pour le pays. En échange de ce qui pourrait créer 10 000 emplois, Montevideo accorde ainsi aux deux entreprises une zone franche pendant une période de 50 ans.
Le statut du Rio Uruguay est régi par le traité du Río Uruguay signé en 1975 par les deux pays protagonistes, qui demande aux parties d'informer l'autre en cas de projet qui affecterait le fleuve et la qualité de l'eau. La Commission d'administration du Rio Uruguay (CARU) est chargée de veiller à l'application de ce traité.

## Évolution du conflit

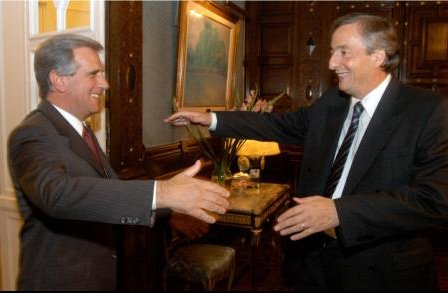
Le 5 mai 2005, les présidents uruguayen et argentin s'accordent pour la création d'une commission mixte.

### 2005
Le 30 avril 2005, deux mois avant l'élection de Tabaré Vázquez à la présidence de l'Uruguay, entre 10 000 et 20 000 manifestants argentins bloquent le pont Libertador General San Martín qui relie Gualeguaychú (Argentine) à Fray Bentos (Uruguay), protestant contre la construction des deux usines. Les manifestants reçoivent le soutien de Jorge Busti, gouverneur de la province argentine d'Entre Ríos. En juillet, le ministre argentin des Affaires étrangères Rafael Bielsa se déplace personnellement à Gualeguaychú pour rencontrer les manifestants de l'Assemblée environnementale de Gualeguaychú.
Une étude de l'impact de la construction des deux usines est alors menée par la Société financière internationale (SFI), et son rapport publié le 19 décembre 2005 indique que la qualité de l'eau et de l'air ne serait pas affectée par les projets. La SFI annonce cependant qu'elle mènera d'autres consultations pour finaliser son rapport avant de se prononcer sur le financement des projets.
Le 23 décembre, de nouvelles manifestations argentines ont lieu, bloquant à nouveau le pont Libertador General San Martín et aussi, plus tard, un autre pont reliant Colón (Argentine) à Paysandú (Uruguay). Ces routes sont notamment empruntées par de nombreux vacanciers argentins rejoignant les plages d'Uruguay en été, qui commence en décembre sur cette partie du globe.
Dans les jours qui suivent, une escalade verbale entre les deux États transforme le contentieux en incident diplomatique : l'Uruguay accuse l'Argentine de violer les règles de libre-échange du Mercosur, demandant une intervention des autorités argentines pour rétablir la libre circulation entre les deux pays. Ignorant cet appel, l'Argentine demande l'arrêt de la construction des usines et menace de porter l'affaire en justice. Le blocus routier continue et s'étend à un troisième pont reliant les deux pays avec le soutien de mouvements écologistes, bloquant par-là même les convois d'approvisionnement en matériaux de construction à destination des deux usines, en provenance du Chili. L'Uruguay entreprend une campagne de communication notamment envers les vacanciers argentins, arguant de la conformité des deux usines incriminées aux normes écologiques.

### Janvier et février 2006
Le 25 janvier 2006, le gouvernement argentin annonce son intention de porter l'affaire devant la Cour internationale de justice de La Haye, accusant l'Uruguay de violer le traité régissant le statut du Rio Uruguay. L'Uruguay réplique en accusant l'Argentine d'ignorer les règles du Mercosur. Le 30 janvier, la commission mixte GTAN (Grupo Técnico de Alto Nivel), chargée six mois plus tôt d'évaluer l'impact environnemental des usines, ne parvient pas à rendre un rapport conjoint et chaque pays reste sur ses positions.
Des blocus continuent d'être organisés durant le mois de février, marqué par l'échec de plusieurs tentatives de médiation menées par l'évêque de Gualeguaychú Jorge Eduardo Lozano, l'archevêque de Montevideo Nicolás Cotugno ou encore le lauréat du Prix Nobel de la paix Adolfo Pérez Esquivel. Le 20 février, l'Uruguay porte plainte contre l'Argentine devant l'Organisation des États américains pour son inaction face aux blocus.
La faculté de chimie de l'université de la république (Uruguay) publie le 22 février une lettre ouverte à l'attention de la société uruguayenne. La lettre indique que le papier dérivé TCF ne peut pas être autant recyclé que le dérivé ECF, que Botnia prévoit d'utiliser. Le procédé TCF est 5 % plus coûteux et nécessite 10 % de pétrole et de bois en plus pour obtenir la même quantité de papier qu'en ECF. De plus, il relâche 10 % de plus de gaz à effet de serre. La lettre affirme que les procédés ECF et TCF sont reconnus comme étant les « meilleures technologies disponibles » dans les pays développés, les émissions toxiques étant minimales comparées aux autres procédés (particulièrement pour les dioxines), les émissions de gaz dépendant plus de la gestion et des contrôles que du choix d'utiliser le procédé TCF ou ECF.

### Mars 2006

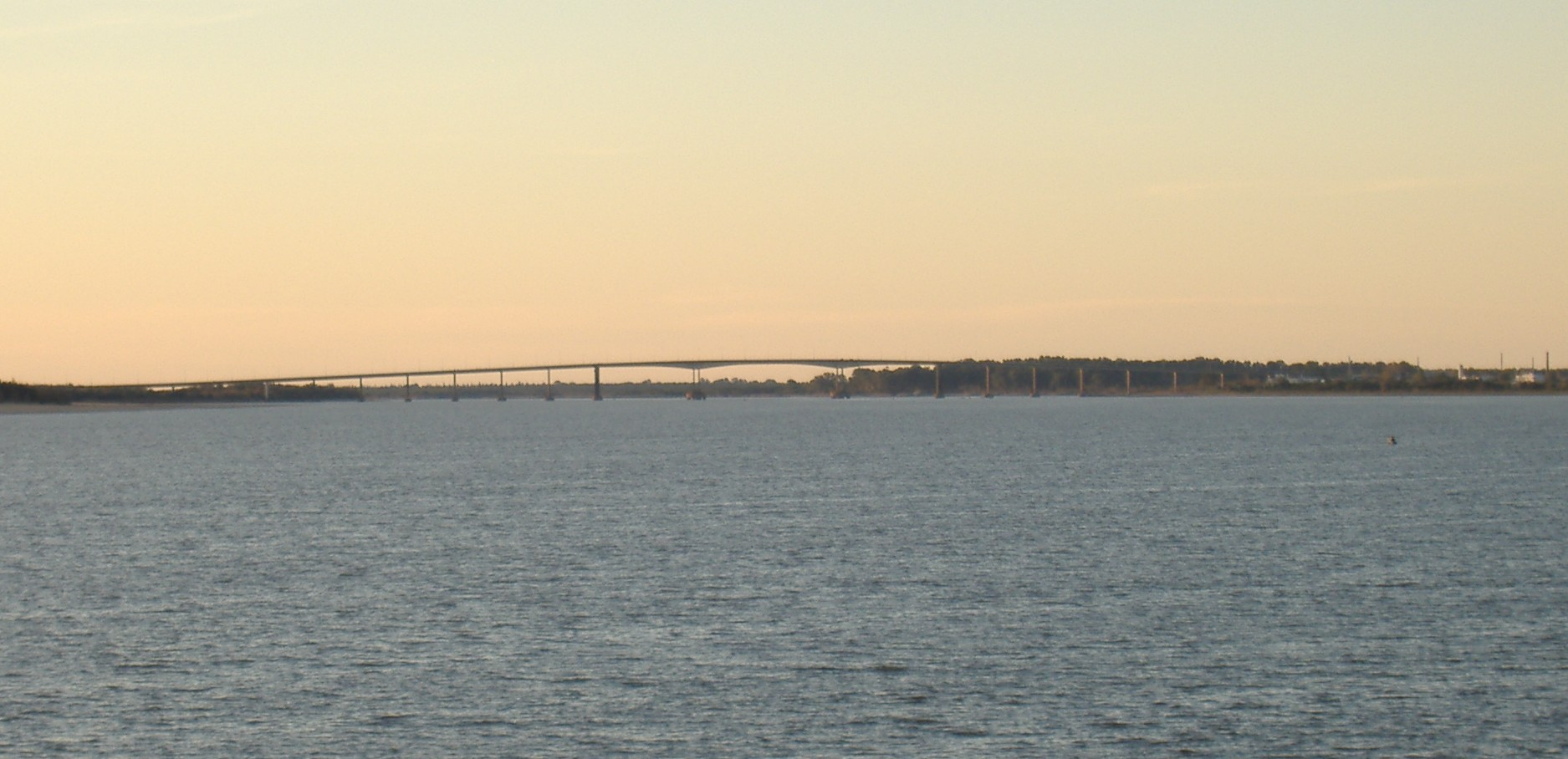
Le Rio Uruguay et le pont General Artigas (route 135), également bloqué lors de certaines manifestations.

Les présidents argentin et uruguayen Néstor Kirchner et Tabaré Vázquez profitent le 11 mars 2006 de l'inauguration de la nouvelle présidence chilienne, après l'élection de Michelle Bachelet, pour discuter de l'affaire qui oppose les deux pays. Ils demandent alors aux protagonistes de geler leurs actions, c'est-à-dire côté argentin de lever les blocus routiers et côté uruguayen d'arrêter la construction des usines le temps de trouver un accord. Deux autres rencontres sont alors prévues, à Anchorena (Uruguay) puis à Mar del Plata (Argentine). Dans les jours qui suivent, le président uruguayen est durement critiqué par l'opposition dans son pays qui l'accuse d'avoir cédé aux pressions argentines. Il se rétracte alors publiquement, déclarant que l'Uruguay « ne négociera pas sous la pression ». L'Assemblée environnementale de Gualeguaychú décide de poursuivre les barrages routiers. Le 16 mars, une manifestation en Uruguay rassemble près de 10 000 participants à Fray Bentos, en faveur de l'installation des deux usines. Les manifestants tiennent à défendre leurs droits et la souveraineté de leur pays.
L'Assemblée de Gualeguaychú se réunit à nouveau le 20 mars, et vote la levée du blocus sur la route 136 et le pont Libertador General San Martín, qui durait depuis 45 jours. Sept jours plus tard, le gouvernement uruguayen décide également de geler la construction des usines pour amorcer les discussions. À Colón (Argentine) cependant, d'autres manifestants regroupés dans l'« Assemblée environnementale de Colón » bloquent toujours la route 135 et le pont du General Artigas, 80 km au nord de Gualeguaychú.
Le 26 mars, l'entreprise finlandaise Botnia annonce la suspension de la construction de son usine pour 90 jours, « dans le but de contribuer à l'ouverture du dialogue et pour répondre à la requête des présidents Tabaré Vázquez et Néstor Kirchner ». À ce stade, 45 % du projet de construction est achevé, l'usine n'ayant pas encore commencé son activité. La nouvelle de cette suspension inquiète les actionnaires européens. L'espagnol ENCE, dont la construction de l'usine n'a pas encore débuté, suspend également son projet.
Peu de temps après, le médiateur de la Banque mondiale, Meg Taylor, affirme que l'enquête précédemment menée par la SFI était incomplète et manquait de rigueur. Ses conclusions sont rendues au gouvernement d'Entre Ríos puis au président Kirchner pour être analysées lors de la prochaine rencontre présidentielle à Colonia (Uruguay).
Le 30 mars, Botnia annonce qu'elle reconsidère sa position et que les travaux de construction vont finalement se poursuivre après 10 jours de suspension et non 90. Cette annonce entraîne l'annulation de la rencontre de Colonia. Le 5 avril, l'Assemblée de Gualeguaychú vote la reprise des blocus sur la route 136,.

### Avril 2006
À la suite de ces événements, les relations entre l'Uruguay et l'Argentine se tendent encore. Des responsables de l'Église catholique tentent de faciliter le dialogue. Les gouvernements de Finlande et d'Espagne refusent d'intervenir dans les affaires de Botnia et d'ENCE. La ministre finlandaise Paula Lehtomäki annule une visite en Argentine, prétendant qu'elle n'y serait pas la bienvenue, et affirmant que ce conflit devait se régler entre l'Argentine, l'Uruguay et les deux entreprises concernées.
L'Uruguay menace alors d'avoir recours à l'OMC puisque les blocus « violent les principes de base du commerce international » et ne sont pas interdits par les autorités argentines, causant un manque à gagner que l'Uruguay estime à 400 millions de dollars. L'Uruguay menace aussi de porter l'affaire devant la CIJ, affirmant que les blocus sont une violation des droits de l'homme empêchant la libre circulation des personnes et des biens.
Lors d'une visite officielle à Mexico, le président uruguayen déclare que les chefs des gouvernements des pays du Mercosur parlent « d'un processus d'intégration dans la région, mais si l'un de ces pays membre de ce processus [c'est-à-dire l'Argentine] en discrimine un autre, l'isole, le bloque, alors ce n'est plus un processus d'intégration mais de désintégration ». Il demande, une fois de plus, de régler cette affaire au sein du Mercosur.

### Mai 2006

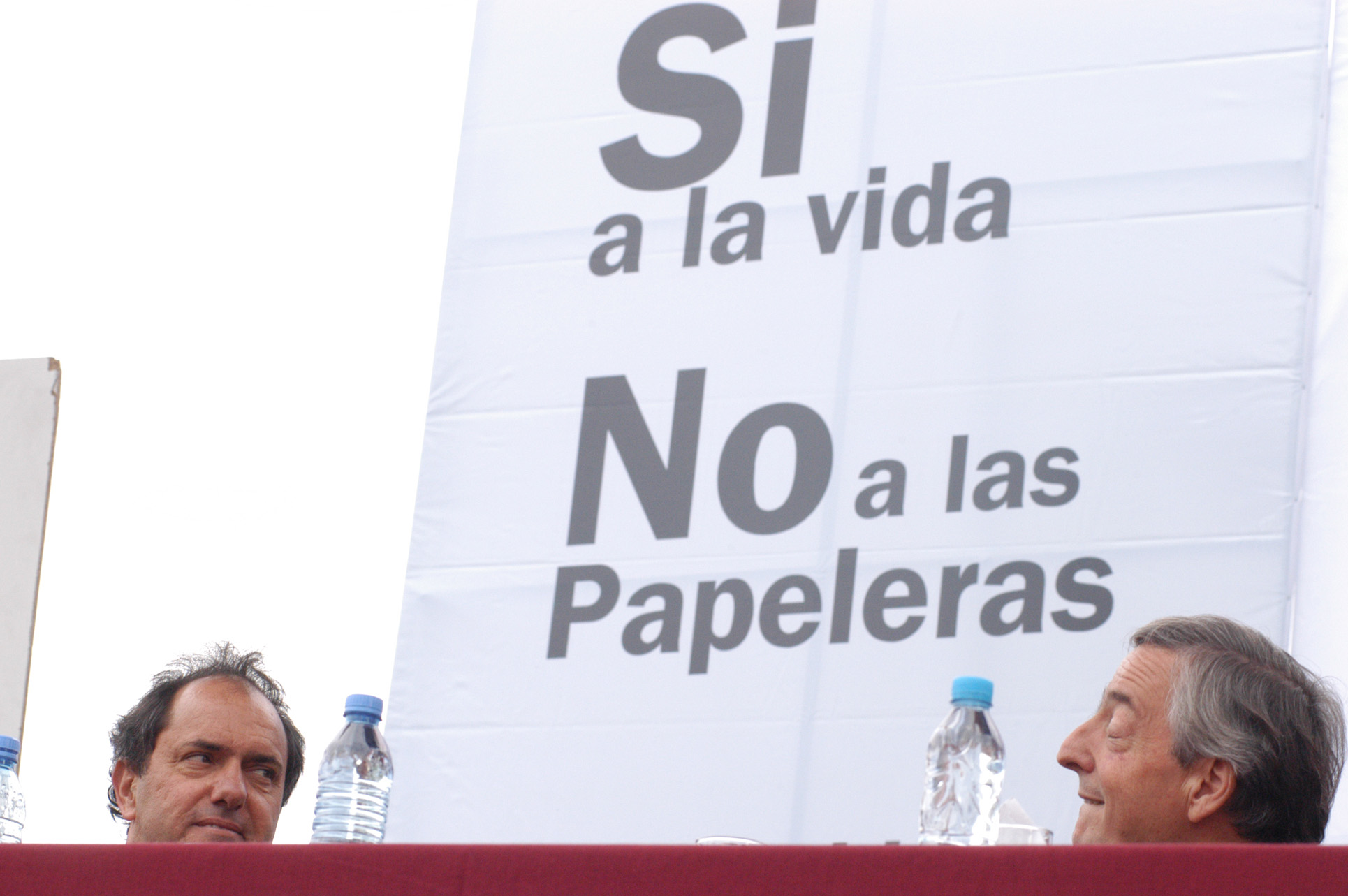
Le président Kirchner et son vice-président Daniel Scioli, le 5 mai 2006.

Le 3 mai 2006, l'Argentine porte plainte officiellement devant la CIJ, accusant l'Uruguay de violer le traité régissant le statut du Rio Uruguay en autorisant la construction de deux usines sans en discuter préalablement avec l'Argentine.

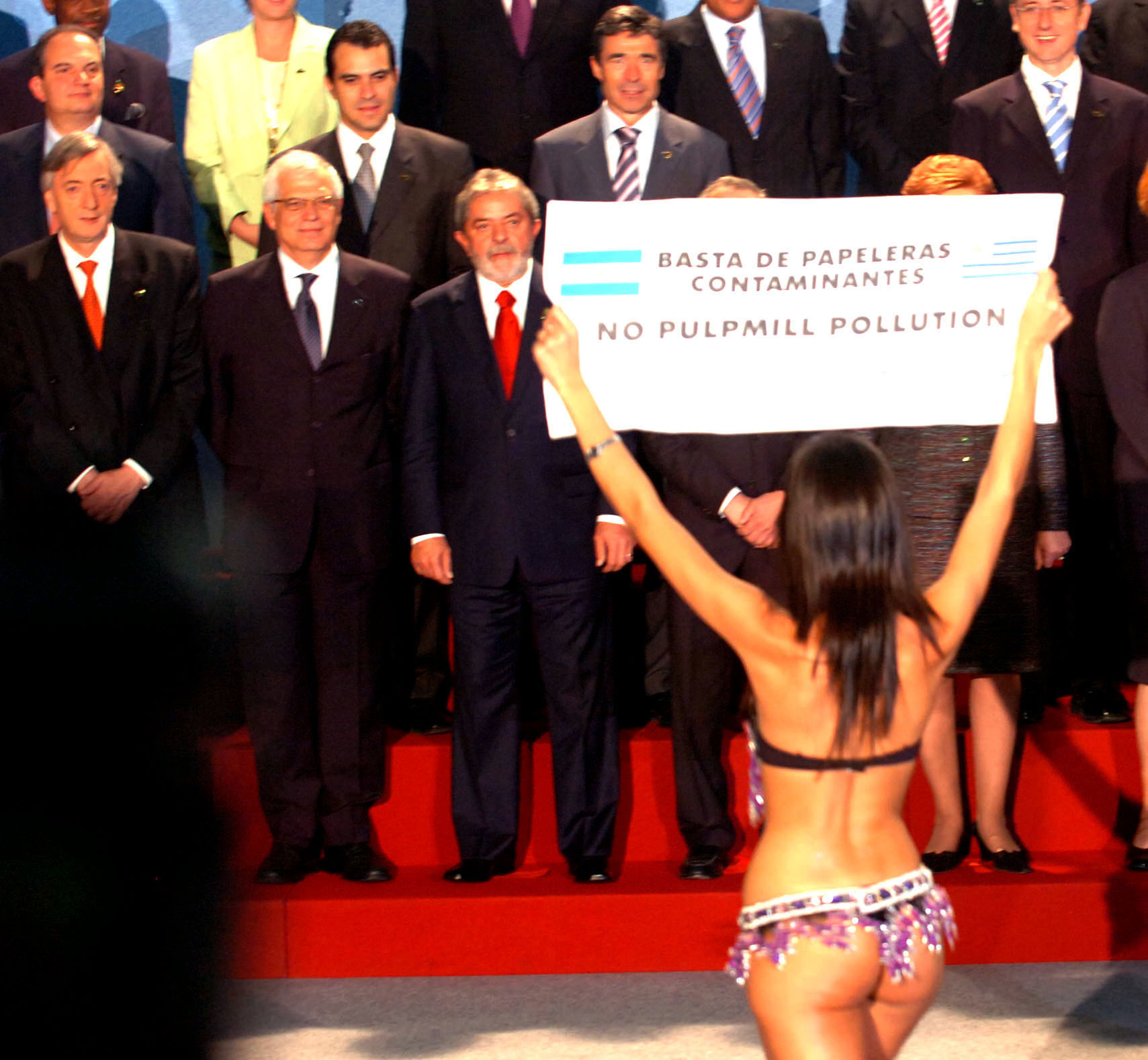
Evangelina Carrozzo.

Le 11 mai, pour l'ouverture du quatrième sommet Union européenne / Amérique latine et Caraïbes à Vienne, le président argentin réitère ses accusations contre l'Uruguay et accuse aussi les pays développés de jouer un double jeu concernant leur politique environnementale. La photo officielle des présidents réunis est brièvement interrompue par la présence de la Reine du Carnaval de Gualeguaychú, la top-modèle argentine de 26 ans Evangelina Carrozzo, portant une bannière écrite en espagnol et en anglais : « Basta de papeleras contaminantes » / « No pulpmill pollution » (« Non aux papeteries polluantes »). Elle est accompagnée, durant ce sommet, par des militants Greenpeace,.
Le 17 mai, 150 membres de l'Assemblée environnementale de Gualeguaychú se rendent à Buenos Aires et, accompagnés de près de 200 militants écologistes dont Evangelina Carrozzo, manifestent en face des ambassades de Finlande et de Suède. Jukka Uosukainen, chef des relations internationales au Ministère finlandais de l'environnement, reconnaît que l'affaire porte préjudice à la réputation de son pays quant aux affaires environnementales, et affirme que des officiels argentins furent invités à visiter des usines de cellulose en Finlande mais rejetèrent l'offre.

### Juin, juillet et août 2006
Le 27 juin, la militante écologiste Romina Picolotti est nommée à la présidence du Secrétariat argentin de l'environnement et du développement durable. Romina Picolotti, qui a fondé et présidé le Centre pour les droits de l’homme et l’environnement, est proche de l'Assemblée de Gualeguaychú et du gouverneur d'Entre Ríos Jorge Busti.
Le 13 juillet 2006, la CIJ rend son verdict sur la demande de mesures conservatoires de l'Argentine et statue en faveur de l'Uruguay, affirmant qu'il n'y avait pas de danger imminent nécessitant la suspension provisoire de la construction des usines. En revanche, la Cour ne se prononce pas sur la violation ou non du traité régissant le statut du fleuve,. Le jour suivant, des manifestations sont organisées à Gualeguaychú et à Colón. Les assemblées de manifestants affirment toutefois ne pas planifier de blocus, au moins jusqu'à l'été (l'hiver boréal, donc).
Le 6 août 2006, profitant de la circulation due aux vacances d'hiver, des résidents de Concepción del Uruguay, Gualeguaychú, Colón et quelques autres villes, accompagnés de familles uruguayennes, distribuent des tracts aux automobilistes pour les informer des risques de pollution et sur les actions entreprises par les militants. Le trafic est perturbé mais pas bloqué.
Le 9 août, les représentants uruguayens présentent leur accusation devant le Mercosur, axée autour de deux points : d'une part le manque à gagner subi par l'économie uruguayenne du fait des blocus, et d'autre part l'inaction du gouvernement argentin pour garantir la circulation des biens.

### Septembre 2006
Le 7 septembre, le tribunal ad hoc affirme que l'Argentine a agi « de bonne foi » et rejette les demandes de sanctions économiques, notant cependant que les blocus ont « indiscutablement affecté les économies tant uruguayenne qu'argentine ». Les gouvernements des deux pays reçoivent ce jugement de façon positive,.
Le 20 septembre 2006, la direction de l'usine de ENCE licencie 40 employés. Le lendemain, le président de l'entreprise Juan Luis Arregui annonce l'arrêt de la construction de l'usine à Fray Bentos (celle-ci avait à peine débuté), avec toutefois la volonté de déplacer le projet vers une autre région de l'Uruguay. Arregui admet aussi qu'« il y a probablement eu quelques erreurs », expliquant que selon lui « il ne peut pas y avoir deux usines [de cellulose] à Fray Bentos »,. Selon Arregui, Fray Bentos manquait d'infrastructures pour supporter tous les camions. ENCE était pourtant au courant depuis plusieurs années de la situation avec l'usine de Botnia et, jusqu'en mai 2006, avait toujours refusé d'envisager un déplacement du site d'implantation. Arregui avait rencontré des officiels argentins en juin. Dans un article critique, l'hebdomadaire britannique The Economist suggère que le gouvernement argentin a fait pression sur Arregui, peut-être avec une démonstration de force de la part du président Néstor Kirchner avant l'élection présidentielle argentine de 2007. De plus, ENCE était une entreprise nationale espagnole jusqu'en 2001. Il est possible que l'Espagne, qui a de nombreux intérêts en Argentine, ait fait pression sur ENCE.
En revanche, le projet de Botnia est beaucoup plus avancé et emploie 4 500 travailleurs. Après une grève déclenchée le 12 septembre pour demander la fin des embauches de travailleurs étrangers et un salaire égal entre les travailleurs locaux et étrangers, la direction décide de suspendre la construction « à cause d'un manque de garanties et jusqu'à ce que les conditions requises pour le développement du projet soient rétablies ». La construction reprend le 7 octobre à l'unanimité des travailleurs.
Le 24 septembre, des milliers de résidents manifestent à Gualeguaychú le long de la route 136, bloquant le trafic durant trois heures, pour célébrer le retrait de ENCE et pour demander à Botnia d'en faire autant. Au même moment, des rumeurs indiquent qu'ENCE déplacerait son site à Paysandú, toujours sur le Rio Uruguay mais face à la ville argentine de Colón, provoquant une manifestation d'environ 4 000 personnes à Colón. Les maires des deux villes se rencontrent les jours suivants pour discuter du problème.

### Octobre 2006

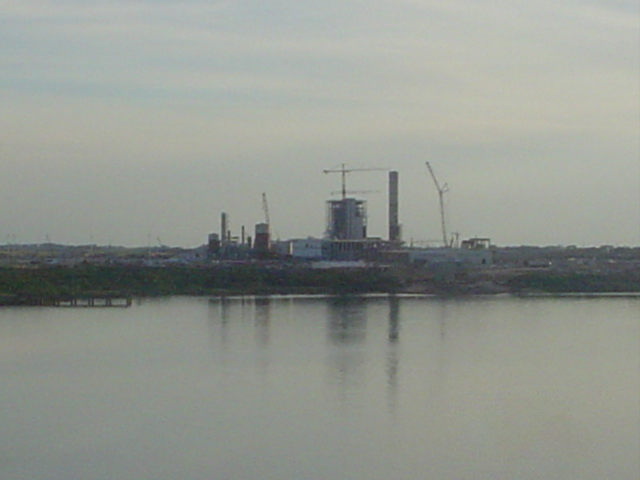
Usine de cellulose de Botnia à Fray Bentos, en construction.

Le 12 octobre la SFI et l'AMGI, qui dépendent toutes deux de la Banque mondiale, publient l'enquête finale sur l'impact des usines incriminées. Les deux institutions affirment que les usines sont en conformité avec leurs règles environnementales et sociales, et qu'elles généreraient d'importants revenus pour l'économie uruguayenne. Le rapport de plus de 200 pages rédigé par EcoMetrix Incorporated conclut que les plans de construction et d'exploitation ne comportaient pas de risque pour la qualité de l'air et de l'eau.
En réaction, l'Assemblée environnementale de Gualeguaychú décide de bloquer à nouveau la route 136 durant le week-end du jour de Christophe Colomb. Les tracts distribués dénoncent les conséquences de l'implantation d'une usine près de Gualeguaychú : pollution à la dioxine, pluies acides, risques de cancers. Dans le même temps, des activistes à Buenos Aires appellent les Argentins à ne pas se rendre en Uruguay pour les prochaines vacances d'été. Le gouvernement argentin et le gouvernement provincial d'Entre Ríos publient conjointement un décret désavouant les blocus, et mettant les Assemblées environnementales devant leurs responsabilités quant à « tout dommage causé aux intérêts argentins », mais sans prendre de mesure spécifique pour empêcher les blocus. L'Assemblée de Colón bloque quant à elle la route 135, de façon intermittente,,. Durant le week-end, Romina Picolotti, secrétaire argentine à l'Environnement, envoie une lettre à la SFI affirmant que l'étude d'EcoMetrix n'apportait aucun nouvel élément, mais réutilisait les données provenant des études environnementales conduites par ENCE et Botnia, et que l'étude concernant le modèle hydrologique a été effectuée par un ingénieur employé pour la propre étude de Botnia. Picolotti affirme en outre que l'étude souffre d'erreurs substantielles, comme l'exagération du débit du Rio Uruguay ou encore l'affirmation erronée qu'il fait 20 km de large, alors qu'il ne dépasse jamais les 12 km de largeur,.
Le 17 octobre, la SFI et l'AMGI annoncent qu'elles vont demander à leur direction d'approuver le financement et la garantie pour l'implantation de l'usine de Botnia en Uruguay. Le communiqué de presse de la SFI indique : « the decision to proceed was based on an extensive due diligence process, which included the conclusive and positive findings of a cumulative impact study and a subsequent review of the study undertaken by independent experts (the Hatfield report) ».
Le 20 octobre, l'Assemblée de Gualeguaychú entame des discussions, évoquant la possibilité de bloquer non seulement les routes mais aussi le Rio Uruguay pour couper l'approvisionnement de l'usine de Botnia en matériaux de construction. Martín Alazar, membre de l'Assemblée, déclare au journal uruguayen El Observador que « le blocus du fleuve est sérieusement envisagé, [l'Assemblée] a étudié plusieurs alternatives et positions ». Les militants travaillent aussi à contrer les rapports techniques publiés par la SFI. D'autres membres de l'Assemblée affirment que « les barrages routiers sont actuellement le meilleur argument » pour arrêter la construction des usines, et qu'ils sont obligés de « recourir à des actions violentes » face au manque de volonté de leur gouvernement.

### Novembre et décembre 2006
La situation se durcit. Le 3 novembre, l'Assemblée de Gualeguaychú décide d'organiser un nouveau blocus pour la durée du week-end en érigeant un véritable mur de 1,80 m de hauteur pour bloquer la route 136. Dans l'après-midi du 5 novembre, l'Assemblée démonte comme convenu le mur afin de rétablir la circulation,.
Durant le seizième sommet ibéro-américain à Montevideo, les présidents Kirchner et Vázquez annulent une rencontre bilatérale. Cependant, Kirchner demande au roi Juan Carlos Ier d'Espagne de faciliter la reprise des négociations entre les deux pays. L'Uruguay soutient aussi cette proposition. Trinidad Jiménez, secrétaire d'État espagnole pour l'Amérique hispanique, explique que le roi ne tiendra pas le rôle de médiateur mais essaiera d'apaiser les tensions dans ce conflit. Le gouvernement uruguayen, cependant, affirme à nouveau qu'il ne négociera pas au niveau présidentiel tant qu'un blocus est en place. José Pouler, membre de l'Assemblée de Gualeguaychú, exprime son soutien à l'initiative, tout en affirmant que du point de vue de l'Assemblée, la construction de l'usine « n'est pas négociable ».
Le 21 novembre 2006, les directions de la SFI et de l'AMGI approuvent un investissement de 170 millions de dollars, et une garantie à hauteur de 350 millions de dollars pour le projet.
En réaction, Néstor Kirchner dénonce « l'intransigeance » de son homologue uruguayen et affirme que l'approbation du projet par la SFI et l'AMGI est une victoire des intérêts internationaux qui considèrent la région comme « la poubelle industrielle du monde ». Il réaffirme également que son gouvernement n'utilisera pas la force pour déloger les manifestants de Gualeguaychú.
Le 13 décembre, l'entreprise espagnole ENCE annonce qu'elle va déplacer son site 250 km plus au sud, à l'écart du Rio Uruguay, après négociations avec les gouvernements argentin et uruguayen.

### 2007

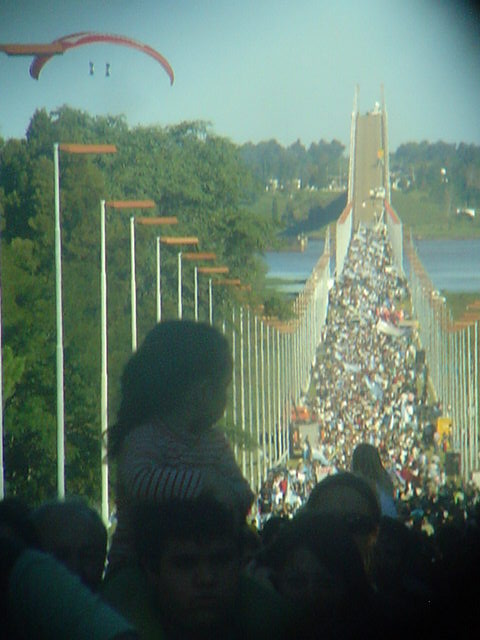
Marche du 29 avril 2007

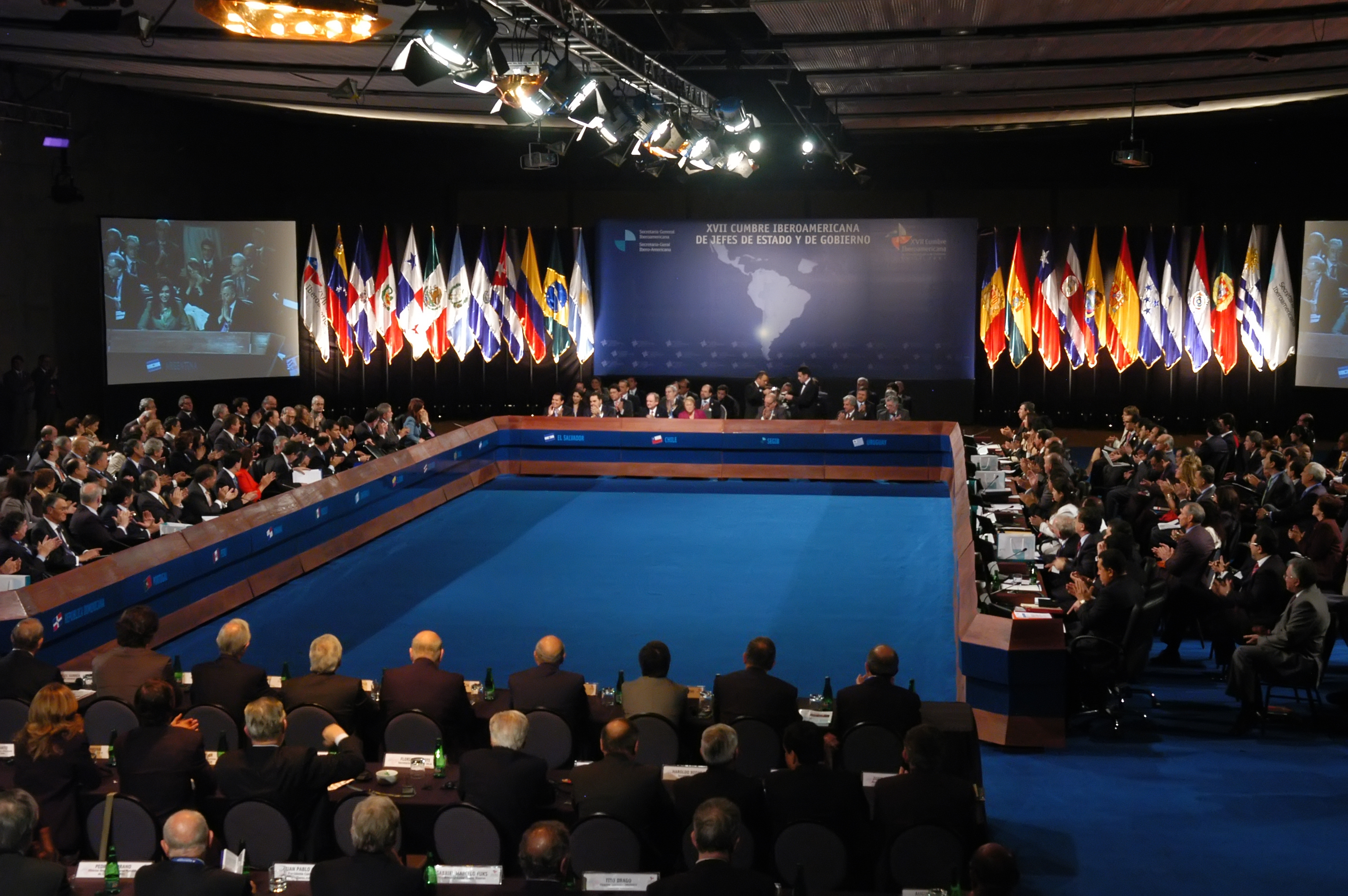
17e sommet ibéro-américain, 9 novembre 2007

Le 23 janvier 2007, la CIJ rejette la demande uruguayenne de mesures conservatoires contre l'Argentine.
En février, l'Espagne commence une médiation via Juan Antonio Yáñez Barnuevo. Mais tout au long de l'année, les manifestations contre l'usine se poursuivent : le 29 avril, une nouvelle marche est organisée par l'Assemblée de Gualeguaychú sur le pont Libertador General San Martín ; une autre est organisée le 2 septembre, puis encore une autre le 7 octobre, date à laquelle environ 300 militants argentins et uruguayens se regroupent à Nueva Palmira (Uruguay) pour former l'Assemblée régionale environnementale du Río Uruguay (« Asamblea Regional Ambiental del Río Uruguay »), qui coordonne les actions des militants des deux pays contre la construction de l'usine.
Le 14 août 2007, douze travailleurs sont intoxiqués au sulfate de sodium sur le site de l'usine de Botnia. Trois membres de l'Assemblée de Gualeguaychú, présents sur le pont General San Martín, sont également affectés. Les gouvernements argentin et uruguayen font part de leurs inquiétudes, mettant en cause une apparente négligence humaine dans la manipulation de produits toxiques. Botnia déclare pour sa part que l'accident est mineur, et maintient la date d'ouverture de l'usine, en mi-septembre. Le 16 août, trois autres travailleurs sont à nouveau intoxiqués.
Le 1er novembre le ministre uruguayen Mariano Arana autorise la mise en marche de la papeterie, laquelle est suspendue trois heures plus tard par le président Vázquez, à la demande du roi Juan Carlos Ier d'Espagne, afin de faciliter sa médiation et un éventuel accord à l'occasion du dix-septième sommet ibéro-américain. Ce sommet a lieu de 8 novembre à Santiago du Chili, et malgré la présence du roi d'Espagne et des présidents argentin et uruguayen, aucun accord n'est trouvé. Le lendemain, le gouvernement uruguayen autorise à nouveau la mise en marche de l'usine de Botnia, décision qui entraine de vives protestations du côté argentin. De son côté, le ministre espagnol des Affaires étrangères fait part de sa surprise et annonce que le roi s'entretiendra avec Tabaré Vázquez afin de connaitre les raisons de cette décision. Cette rencontre ne donna lieu à aucun communiqué officiel, prolongeant le statu quo.
Le 15 novembre, l'usine produit son premier chargement. Selon la directrice nationale uruguayenne de l'Environnement Alicia Torres, les premiers relevés donnent des résultats normaux. La SFI publie les rapports de deux consultants externes indépendants qui indiquent que l'usine de Botnia en Uruguay est prête à fonctionner en respectant les critères sociaux et environnementaux de la SFI et les standards internationaux BAT.

### 2008
Le 20 janvier 2008, l'ONG écologiste Green Cross International affirme qu'après 70 jours d'activité l'air à Gualeguaychú n'est pas contaminé, relevant un taux de dioxyde de soufre quasiment identique à celui enregistré avant la mise en marche de l'usine, et « bien en dessous du seuil qui, selon l'Organisation mondiale de la santé, pourrait causer des dommages à un être humain ». Les équipements de mesure de la qualité de l'air par Green Cross sont installés sur la plage de Ñandubaysal, située à 12 kilomètres à vol d'oiseau de l'usine. Ils ont mesuré la concentration de dioxyde de soufre toutes les heures entre le 11 octobre et le 20 décembre 2007.

## Actions devant les juridictions internationales

### Cour internationale de justice
La Cour internationale de justice fut d'abord saisie par l'Argentine le 4 mai 2006, puis par l'Uruguay le 29 novembre 2006.
- Le 4 mai 2006, l'Argentine saisit la CIJ[67], accusant l'Uruguay d'avoir violé le traité régissant le statut du Rio Uruguay que les deux pays avaient signé en 1975, et qui les oblige à se consulter avant d'entreprendre toute action qui puisse affecter le fleuve. En juillet, la Cour rejette la requête d'injonction pour arrêter la construction des usines. Pour sa défense, l'Uruguay affirme que la technologie que prévoient d'utiliser ces usines, connue sous le nom d'ECF (elemental chlorine-free), a aussi été adoptée par les États-Unis et l'Union européenne et est considérée comme « la meilleure technologie disponible » pour la production de papier. L'Uruguay met également en avant l'étude « indépendante » de la Banque mondiale qui soutient sa position. Concernant la « violation » du traité du Rio Uruguay, la défense estime que des discussions ont bien eu lieu avec l'Argentine concernant la construction des usines, et que les responsables argentins n'émirent aucune objection[68]. Après deux mois de calme relatif, le conflit se rallume le 13 juillet, lorsque la CIJ rend son verdict : elle affirme ne pas avoir été convaincue par l'accusation argentine quand celle-ci demande un arrêt immédiat de la construction des usines, jugeant qu'il n'y a pas de danger imminent. La Cour en revanche ne se prononce pas sur la violation ou non du traité sur le Rio Uruguay, mais estime que l'Uruguay reste lié par ce traité s'il était prouvé par la suite qu'il avait violé ses obligations. Les juges de la CIJ ont voté ce verdict à quatorze voix contre une, le seul juge opposé étant celui nommé par l'Argentine[69].
- Le 29 novembre 2006, c'est au tour de l'Uruguay de saisir la CIJ[70]. L'Uruguay désire une intervention immédiate pour stopper les barrages routiers de l'Assemblée de Gualeguaychú, et dénonce l'attitude passive de l'Argentine face à ce problème. Le 23 janvier 2007, la Cour rejette cette demande, à nouveau par quatorze voix contre une. La CIJ énonce, dans son verdict : « La Cour constate que la construction de l’usine Botnia a considérablement progressé depuis l’été 2006, en dépit des barrages routiers, et que cette construction se poursuit. Elle dit qu’elle n’est pas convaincue que les barrages risquent de causer un préjudice irréparable aux droits que l’Uruguay prétend tirer du statut de 1975 et ajoute que celui-ci n’a pas été démontré ni que, quand bien même un tel risque existerait, celui-ci serait imminent. Par conséquent, la Cour estime que les circonstances de l’espèce ne sont pas de nature à exiger l’indication de la première mesure conservatoire demandée par l’Uruguay (prévenir ou faire cesser l’interruption de la circulation entre les deux États, notamment le blocage des ponts et des routes qui les relient)[71]. »

La Cour a rendu son verdict le 20 avril 2010 : elle estime que l'Uruguay a partiellement violé le traité régissant le statut du Rio Uruguay, mais conclut cependant qu'aucune obligation substantielle au titre de ce statut n'a été violée ; elle ne demande pas le démantèlement de l'usine ni n'accorde de compensation, et rappelle l'obligation de coopération des parties.

### Mercosur
En juin 2006, l'Uruguay saisit le tribunal du Mercosur et demande que l'Argentine soit sanctionnée pour les blocus, et forcée à payer réparations, en vertu du Traité d'Asunción qui garantit la libre circulation des biens et des services entre les membres du Mercosur. Le 9 août, les représentants uruguayens présentent leur accusation, axée autour de deux points : d'une part le manque à gagner subi par l'économie uruguayenne du fait des blocus, et d'autre part l'inaction du gouvernement argentin pour garantir la circulation des biens. De leur côté, les Argentins affirment au contraire que l'administration de Kirchner a joué un rôle actif en essayant d'adoucir les effets des blocus, et que le commerce bilatéral a augmenté de 33 % entre le premier trimestre 2005 et le premier trimestre 2006.
L'Uruguay demande aussi que le gouvernement argentin soit forcé d'agir en cas de blocus à venir. Le ministre argentin des Affaires étrangères se dit confiant dans le fait que le tribunal ne prêtera pas attention à ces demandes, car les hypothétiques futures violations ne sont pas sujettes au présent jugement selon la jurisprudence, et de plus le verdict du tribunal resterait symbolique puisque les blocus sont restés discontinus, même avant que l'Uruguay ne saisisse le tribunal.
Le tribunal, une assemblée ad hoc formée de trois arbitres (un Argentin, un Uruguayen et un Espagnol), se réunit à Asunción le 7 septembre 2006. Il juge que l'Argentine a agi « de bonne foi », et rejette les demandes de sanctions économiques, notant cependant que les blocus ont « indiscutablement affecté le commerce uruguayen et argentin ». Les deux pays estiment que ce jugement va dans le bon sens,.

## Analyse et conséquences du conflit
L'Argentine et l'Uruguay sont deux pays limitrophes, historiquement, culturellement et désormais politiquement proches avec les victoires des coalitions de gauche de Néstor Kirchner puis Cristina Kirchner (Parti justicialiste) et Tabaré Vázquez (Frente Amplio). Néstor Kirchner avait même publiquement soutenu l'alliance du Frente Amplio lors des présidentielles de 2004. Les mésententes entre les deux pays ont été rares tout au long du XXe siècle. Il faut souligner aussi que les échanges transfrontaliers sont denses entre les deux pays, les plages d'Uruguay sont parmi les destinations privilégiées des vacanciers argentins, notamment celles de Punta del Este, et que dans l'autre sens Buenos Aires, située à seulement une cinquantaine de kilomètres de la frontière, exerce une forte attraction en Uruguay.
Pour l'Argentine, après le mouvement des piqueteros durant la crise économique de 2001, cette crise illustre à nouveau la force et l'influence des mouvements sociaux spontanés, organisés autour d'une thématique très précise, face aux pouvoirs locaux comme au pouvoir central. Le rôle moteur dans la position argentine est bien tenu par l'Assemblée environnementale de Gualeguaychú et non par le gouvernement. Si l'on compare l'intérêt qu'a l'Argentine de mener cette lutte écologique — alors même que le pays dispose lui-même d'usines de cellulose plus polluantes que celles en construction en Uruguay, et de problèmes environnementaux plus graves comme la déforestation ou la pollution urbaine — et l'intérêt qu'aurait l'Argentine de conserver de bonnes relations avec l'Uruguay et toutes les conséquences que cela implique dans le domaine commercial, touristique mais aussi sanitaire au niveau du Mercosur et de l'appui politique réciproque que peuvent s'apporter les gouvernements de Kirchner et Vázquez, on peut se demander où se situe l'intérêt réel du pays. Pourtant, selon Raquel Alvarado et Carlos Reboratti, l'impact de ce différend n'a suscité auprès d'une bonne partie de l'opinion publique argentine qu'une simple curiosité, qui s'explique par la disproportion entre les deux pays en taille comme en puissance (l'Argentine est plus de quinze fois plus étendue que l'Uruguay), donnant une apparence mineure aux relations Uruguay-Argentine par rapport à l'ensemble des relations internationales.
En Uruguay en revanche, cette opposition de l'Argentine est très mal perçue par l'opinion, qui considère habituellement l'Argentine comme son meilleur allié dans la région. L'Uruguay a privilégié pendant de nombreuses années le secteur tertiaire par rapport au secteur industriel, et on surnomme d'ailleurs le pays « la Suisse de l'Amérique ». L'industrie forestière s'est développée durant ces vingt dernières années, mais l'implantation d'usines de pâte à papier est plus récente : alors que l'Argentine elle-même dispose depuis plus longtemps de telles usines, l'Uruguay exportait surtout du bois brut. Aussi le fait qu'un problème d'origine locale, vers Gualeguaychú, ait été accaparé au niveau national par le gouvernement argentin avec une opposition jugée brutale, est perçu comme une injustice par de nombreux uruguayens. Un sondage réalisé le 5 janvier 2006 montre qu'à peine 16 % des citoyens sont défavorables à la construction des usines.
Le Mercosur, pour terminer, se trouve affaibli par cette affaire. Censées promouvoir les échanges commerciaux entre les pays membres et éviter les conflits, avec comme modèle avoué l'Union européenne, les instances de l'organisation n'ont pas pu éviter le conflit et n'y ont pas encore trouvé de solution à ce jour. L'Uruguay, qui comptait sur le tribunal du Mercosur pour éviter les barrages routiers, n'a pas reçu entière satisfaction. Dans le pays, la question se pose désormais de savoir s'il faut approfondir les liens avec les États-Unis, au détriment donc des relations régionales prônées par le Mercosur.